# پروژانی
پروژانی (به لاتین: Pruzhany) یک منطقهٔ مسکونی در بلاروس است که در منطقه بریست واقع شده‌است. پروژانی ۱۸٬۵۰۰ نفر جمعیت دارد.